# Raffinerie de Novochakhtinsk
L' usine de produits pétroliers de Novochakhtinsk est une usine russe de raffinage du pétrole implantée à Novochakhtinsk dans l'oblast de Rostov.

## Historique
Sa construction débutait en 2004 après la suppression de neuf mines de charbon de la localité mettant vingt mille employés au chômage ; l'usine est ouvert par le groupe agro-industriel Ioug Roussi. Elle passait sous le contrôle de Viktor Medvedtchouk et au printemps 2021 elle est passée dans le giron de Gazprom. 
En 2020, le bénéfice de l'usine s'élevait à 115,8 millions de roubles et a 1 832 employés.
Le 13 mars 2024, le complexe pétrolier est la cible d'attaques de drones, ainsi que la raffinerie de Kirichi.
Le 18 décembre 2024, la raffinerie de Novochakhtinsk est de nouveau touchée par des drones et des missiles ukrainiens.